# Seward County, Kansas
Seward County är ett administrativt område i delstaten Kansas, USA, med 22 952 invånare. Den administrativa huvudorten (county seat) är Liberal.

## Geografi
Enligt United States Census Bureau har countyt en total area på 1 659 km². 1 656 km² av den arean är land och 3 km² är vatten.

### Angränsande countyn
- Haskell County - norr
- Meade County - öst
- Beaver County, Oklahoma - sydost
- Texas County, Oklahoma - sydväst
- Stevens County - väst

### Orter
- Kismet
- Liberal (huvudort)